# Lac Ndalaga
Lac Ndalaga är en sjö i Kongo-Kinshasa, en av lacs Mokoto. Den ligger i provinsen Norra Kivu, i den östra delen av landet, 1 600 km öster om huvudstaden Kinshasa. Lac Ndalaga ligger 1 715 meter över havet. Arean är 3,8 kvadratkilometer. Den sträcker sig 2,2 kilometer i nord-sydlig riktning, och 3,6 kilometer i öst-västlig riktning.